# Leptotrichum ferrugineum
Leptotrichum ferrugineum là một loài rêu trong họ Ditrichaceae. Loài này được Wilson Mitt. mô tả khoa học đầu tiên năm 1859.